# Бурда Олександр Федорович
Олександр Федорович Бурда (12 квітня 1911 — 25 січня 1944) — радянський офіцер, танковий ас, гвардії підполковник.

## Біографія
Народився 12 квітня 1911 року у селищі Ровеньки (нині місто в Луганській області), у родині донецького шахтаря. Українець. Старший син у багатодітній сім'ї (9 дітей). Батько загинув у громадянській війні.
Закінчив 6 класів. Спочатку був пастухом, потім вивчився на електромонтера, пізніше працював слюсарем на шахті № 15 «Валентинівка» (нині закрита шахта «Ударник») у Ровеньках.
У 1932 році призваний в армію, проходив службу у 5-й важкій танковій бригаді. З цього року — член ВКП(б). Після закінчення полкової школи в 1934 Бурда отримав спеціальність кулеметника третьої вежі. Так розпочалася його кар'єра танкіста. Потім був призначений командиром центральної вежі. Пройшов спеціальні курси, якими керували інженери із заводу, що виготовляє танки Т-35.
1936 року закінчив у Харкові курси з підготовки середніх командирів. Пройшов шлях від механіка-водія танка до командира навчального радіозводу. Після закінчення курсів став командиром взводу та служив у навчальній танковій роті Б. А. Шалімова. Після закінчення терміну служби вирішив пов'язати свою долю з армією.
1939 року Бурда — слухач автобронетанкових курсів удосконалення командного складу у місті Саратов, які він закінчив напередодні війни, склавши всі предмети на «відмінно». У короткий термін досконало вивчив та освоїв танкову справу. Його майстерність та успіхи відзначені наказом командувача Приволзького військового округу. Нагороджений значком «Відмінник РСЧА».
Далі проходив службу в 14-й важкій танковій бригаді (до 1939 — 5-а важка танкова бригада), розташованій у місті Станіславів. Призначений командиром роти середніх танків Т-28. Улітку 1940 року на основі 14-ї бригади було створено 15-ту танкову дивізію. У її лавах О. Ф. Бурда служив разом зі своїм другом та суперником П. А. Заскальком та багатьма іншими танкістами, які потім воювали у лавах бригади Катукова.

## У роки Німецько-радянської війни
Німецько-радянська війна застала О. Ф. Бурду біля західного кордону, у місті Станіславів у 15-й танковій дивізії. У перші дні війни отримав бойове хрещення — прикриваючи відхід 15-ї танкової дивізії, розгромив німецький танковий підрозділ у Вінницькій області. У цьому бою командиром гармати Т-28 був танкіст-ас — сержант Стороженко В. Я.
До 4-ї окремої танкової бригади Олександр Федорович прийшов командиром роти. На його бойовому рахунку вже значилося 8 знищених танків і 4 колісні машини супротивника. За час війни брав участь у боях під Орлом та Мценськом, на Волоколамському шосе, на Калінінському фронті та на Воронезькій землі.
У вільний від боїв час — веселун, танцюрист, пісняр.
Перше бойове завдання, успішно виконане підрозділом Бурди у складі 4-ї бригади, полягало у розвідці сил противника в Орлі. 4 жовтня 1941 разом із командиром 1-го танкового батальйону капітаном В. Гусєвим і десантом мотопіхоти його підрозділ Т-34 і КВ-1 із засідки знищило колону моторизованої піхоти противника. Бойовий рахунок групи Бурди становив 10 середніх і легких танків, 2 тягачі з протитанковими гарматами, 5 автомашин із піхотою, 2 ручні кулемети і до 90 солдатів і офіцерів противника. Документи та захоплені полонені допомогли встановити, що перед фронтом бригади перебував 24-й моторизований корпус Гудеріана у складі двох танкових (3-я та 4-та) та однієї моторизованої дивізій. Було встановлено, що «противник, спішно підтягуючи свої резерви, головними силами прагне розвинути успіх, діючи вздовж шосе Орел — Мценськ — Тула і з південного напрямку забезпечити вихід до Москви».
Під час літніх боїв 1942 року Бурда був поранений, осколками триплексу й окалини було пошкоджено очне яблуко, після успішної операції зір вдалося зберегти. Ось як описував цей момент у своїх мемуарах маршал Катуков:
В разгар боя машина Бурды выскочила на задворки села и вдруг командир увидел замаскированную в огородах и садах батарею противотанковых орудий. Немецкие артиллеристы тоже заметили танк Бурды. Снаряды загрохотали по броне тридцатьчетвёрки. И тут случилось почти невероятное: вражеский снаряд влетел прямо в канал ствола танковой пушки и разорвался внутри машины.

У січні 1943 року командир полку Бурда мав здійснити глибокий пошук по тилах противника, щоб знайти і вивести з оточення велику групу кавалеристів. Вміло використовуючи місцевість та погодні умови, танки Бурди без перешкод перейшли лінію фронту. Під час пошуку танкісти розгромили німецьку автотанкову колону. Кавалеристи були знайдені, і на броні та санях переправлено через лінію фронту. І хоча противник вже знав, що в його тилу перебуває радянський танковий полк, і готувався відбити напад, танкісти Бурди спільно з 3-ї механізованою бригадою, що тримала оборону на лінії фронту, прорвали лінію фронту і майже дві доби прикривали вихід кавалерійського загону з оточення.
У наступальній операції під час введення армії у прорив у районі Грузька у бік Бердичів-Козятин-Вінниця О. Ф. Бурда вже командував 64-ю гвардійською танковою бригадою (49-ю танковою бригадою). Із 23 грудня 1943 року по 25 січня 1944 року бригада пройшла 200 кілометрів, звільнила низку населених пунктів, знищила німецьких солдатів і офіцерів — 2060, танків — 43, із них 14 «Тигрів», гармат різного калібру — більше 126, самохідних гармат «Фердинанд» — 9, складів із боєприпасами та іншим майном — 5.
У боях на Курській дузі танкова бригада Бурди перебувала у смузі удару німецьких військ. За спогадами генерала М. Катукова: «За повідомленням командира 49-ї танкової бригади О. Ф. Бурди, з їхньої ділянці противник атакував безупинно. По п'ятдесят-сто танків йшло. Б'єш по них, а снаряди рикошетом відлітають. Втрати жахливі, шістдесят відсотків бригади» .
25 січня 1944 року під час прориву корсунь-шевченківського мішка противник 12 танками «Тигр» вийшов на командний пункт бригади в районі села Цибулів (нині селище Монастирищенського району Черкаської області в Україні). Створилася загроза знищення штабу бригади та захоплення цінних документів. У розпорядженні Олександра Федоровича був лише один танк, і Бурда вступив у єдиноборство з 12 танками супротивника. Вогнем свого танка Олександр Федорович вивів з ладу дві ворожі машини. За час бою штаб бригади встиг вийти з-під вогню та цінні документи було врятовано. У танк Бурди прямим попаданням влетіло кілька болванок. Осколком, що відлетів від броні всередині танка, Бурда був смертельно поранений.

За три года войны, что мы вместе прошли с Александром Фёдоровичем, не было, пожалуй, ни одного крупного сражения, в котором он бы не участвовал. На Курской дуге он учил танкистов, как надо держать активную маневренную оборону в масштабах бригады, в Белгородско-Харьковской операции показал образец того, как надо водить танки в стремительное наступление. И закончил он свой путь в Корсунь-Шевченковской операции. Лихими налётами сковал противника на одном из участков, не дав ему выйти из котла.
— Дважды Герой Советского Союза Маршал бронетанковых войск Катуков М. Е. На острие главного удара. Издание второе, исправленное / М.: Военное издательство Министерства обороны СССР, 1976. — С. 291.

На думку однополчанина О. Ф. Бурди підполковника запасу Б. В. Зозулі, подвиг комбрига полягав у наступному:

1. Будучи выдержанным и дисциплинированным, не сменил КП без разрешения старшего начальника, несмотря на то, что обстановка была крайне тяжелой;
2. Своим мужеством и спокойствием вселил в своих офицеров и солдат уверенность, что все кончится благополучно и тем предотвратил замешательство в самую трудную минуту;
3. Невзирая на большую опасность, смело вступил в бой с превосходящими силами противника, отвлек огонь на себя и тем самым обеспечил вывод штаба на новые позиции и спасение знамени бригады, хотя и ценой своей жизни.

За подвиг і мужність указом Президії Верховної Ради СРСР від 24 квітня 1945 Олександру Федоровичу Бурді присвоєно (посмертно) звання Героя Радянського Союзу. Олександра Федоровича поховано в селищі Ружин (Житомирська область), де йому встановлено пам'ятник.
Усього екіпажем О. Ф. Бурди було підбито понад 30 танків. У О. Ф. Бурди залишилися дружина Ганна Іванівна та дванадцятирічний син Євген.

## Нагороди
- Медаль «Золота Зірка» Героя Радянського Союзу (24 квітня 1945, посмертно);
- двічі Орден Леніна (??; 24 квітня 1945, посмертно);
- орден Червоного Прапора ;
- орден Вітчизняної війни І ступеня .

## Пам'ять
Іменем танкіста названо один із районних центрів України. У селищі Ружин одна з вулиць зветься «Імені комбрига О. Ф. Бурди», у рідному місті Ровеньки, Івано-Франківську та Чернівцях є вулиці «Героя Бурди», у селі Івахни є вулиця Бурди.